# Angels and Airwaves
Angels & Airwaves (També conegut com a AVA) és un grup de rock alternatiu creat el 2005 pel vocalista i guitarrista de blink-182 i l'ex de Box Car Racer, Tom DeLonge. El grup inclou: el guitarrista David Kennedy, el bateria Atom Willard (ex bateria de The Offspring) i l'exbaixista Matt Wachter de 30 Seconds to Mars, que va reemplaçar, el maig de 2007, Ryan Sinn. El grup fins ara ha editat dos àlbums d'estudi i un DVD documental.

## Història

### We Don't Need To Whisper
El grup es va formar després de la separació blink-182 i va ser definida Tom com pur rock n' roll.
Originalment, el single Valkyrie Missile del seu primer CD We don't need to whisper anava a sortir a iTunes el 13 de desembre de 2005, el dia que Tom havia de fer 30 anys. Tot i que, per discussions amb el seu segell discogràfic, Geffen, el grup va decidir ajornar el llançament per un dia. La pàgina web de AVA va produir el primer avanç de la pel·lícula, un trailer d'un minut i mig amb parts de Valkyrie Missile.
El grup va llançar el video musical de The Adventure; i un temps després el seu curtmetratge, després un curtmetratge d'It Hurts que es pot aconseguir a la web. Tots dos són vídeos curts de ciència-ficció i porten un ordre cronològic i mostren la lluita del cast en un món desconegut.
El grup va començar un tour, i va tocar amb altres grups com Taking Back Sunday i en maig de 2006, We Don't Need To Whisper es va convertir en àlbum al Canadà, i de plata al Regne Unit. Do It For Me Now el grup, mentres que It Hurts és el segon single llançat al Regne Unit i el segon curtmetratge. The Gift és el tercer vídeo curt del grup; que és la continuació del curtmetratge It Hurts.

### I-Empire (2007 - 2008)
Al setembre de 2007 el grup va publicar una nova cançó: Everything's magic que va ser anunciada com a part del seu nou àlbum I-Empire, segons paraules de Tom mentre que el primer àlbum suposa un renaixement de la vida, I-Empire es lo que fas després d'aquell renéixer.
D'aquest àlbum han aparegut tres singles més, Secret Crowds, Breathe i Call to Arms.
El juny de 2008 el grup va publicar el seu primer DVD anomenat Start the machine.
En recents entrevistes, Tom parla que estan treballant en les barreges d'algunes cançons i traballant en dos possibles nous àlbums, un d'ells amb un estil més proper al Punk Rock, segons Tom només per divertir-nos i l'altre amb el so típic del grup, a mitjans d'any van participar en el Warped Tour i actualment es troben de gira com a teloners de la banda Weezer, el gener de 2009 tornaran a l'estudi a preparar un nou treball.

## Integrants
- Tom DeLonge - Veu, guitarra
- David Kennedy - Guitarra
- Atom Willard - Bateria
- Matt Wachter - Baix i sintetitzador
- Ryan Sinn - Baix (2005-2007)

## Discografia

### Àlbum d'estudi
- We Don't Need to Whisper (2006)
- I-Empire (2007)
- Love (2010)
- Love: Part Two (2011)
- The Dream Walker (2014)

### DVD / Directes
- Start The Machine (2008)

## Singles/Vídeos
| Any  | Single             | Àlbum                    |
| ---- | ------------------ | ------------------------ |
| 2006 | Valkyrie Missile   | We Don't Need to Whisper |
| 2006 | The Adventure      | We Don't Need to Whisper |
| 2006 | The Gift           | We Don't Need to Whisper |
| 2006 | It Hurts           | We Don't Need to Whisper |
| 2006 | The War            | We Don't Need to Whisper |
| 2007 | Do It For Me Now   | We Don't Need to Whisper |
| 2007 | Everything's Magic | I-Empire                 |
| 2008 | Secret Crowds      | I-Empire                 |
| 2008 | Breathe            | I-Empire                 |
| 2008 | Call to Arms       | I-Empire                 |